# Vale Burberry
Valentina Anita Jade Jolie (Regio de Calabria; 23 de diciembre de 2003) es una actriz, modelo y bailarina italiana. Comenzó su carrera en 2013 en la serie de Nickelodeon House of Anubis.

## Biografía

### Primeros años
Jolie nació y creció en Regio de Calabria, Italia en 2003. Tiene una hermanastra mayor llamada Michelle. Vivió durante un tiempo en Roma cuando era niña, donde descubrió su talento para la actuación. Jolie estudió en Calabria en el Campus San Vincenzo de Paoli y asistió a una escuela de actuación y danza.
En la escuela primaria, un profesor de canto le sugirió que tomara clases de canto, pero ella se negó. Siguió formándose como actriz y como bailarina, convirtiéndose en alumna de Vivi Danza.

### Carrera
En 2013, Jolie protagonizó un pequeño papel como Louis en la serie House of Anubis y luego apareció en el episodio especial The Wizards Return para Disney Channel. En 2016, Burberry participó en el reparto de New York Academy, como bailarina profesional. Ese mismo año consiguió un papel en la película Tini: El gran cambio de Violetta, rodada entre Italia (Sicilia) y Argentina.  En 2019, interpretó a la prima de Selena Gomez (Shannon Tyrell) en la película A Rainy Day in New York.

## Filmografía
| Cine       | Cine                              | Cine         | Cine  |
| Año        | Título                            | Rol          | Notas |
| ---------- | --------------------------------- | ------------ | ----- |
| 2016       | High Strung                       | Bailarina    |       |
| 2016       | Tini - El gran cambio de Violetta |              |       |
| 2019       | A Rainy Day in New York           | Josh Tyrell  |       |
| Televisión |                                   |              |       |
| Año        | Título                            | Rol          | Notas |
| 2011–2013  | House of Anubis                   | Louis Martin |       |
| 2013       | The Wizards Return: Alex vs. Alex | Riley        |       |